# アラン・フベツォフ
アラン・ジェマロヴィッチ・フベツォフ（Алан Джемалович Хубецов、Alan Dzhemalovich Khubetsov 1993年6月29日- ）はロシア出身の柔道選手。階級は81kg級。

## 経歴
2012年のU23ヨーロッパ選手権81kg級で優勝した。2014年にはグランドスラム・バクーとグランプリ・アスタナで優勝を飾った。2015年からはグランプリ・トビリシで2連覇した。ヨーロッパ競技大会の個人選では7位だったが、団体戦で3位になった。2016年のリオデジャネイロオリンピックには国内の代表争いに敗れて出場できなかった。2017年にはヨーロッパ選手権の決勝でドイツのドミニク・レッセルを袖釣込腰で破って初優勝を果たした。世界ランキング1位で臨んだ世界選手権では、2回戦で伏兵選手である世界ランキング124位で今大会優勝することになったドイツのアレクサンダー・ヴィーツェルツァックに技あり3つを取られて敗れた。グランドスラム・アブダビとワールドマスターズでは3位になった。
IJF世界ランキングは3952ポイント獲得で7位(23/6/26現在)。

## 主な戦績
- 2012年 - ワールドカップ・タシュケント　2位
- 2012年 - U23ヨーロッパ選手権　優勝
- 2013年 - グランドスラム・バクー　3位
- 2014年 - グランドスラム・バクー　優勝
- 2014年 - グランドスラム・チュメニ　2位
- 2014年 - グランプリ・アスタナ　優勝
- 2015年 - グランプリ・トビリシ　優勝
- 2015年 - ワールドマスターズ　7位
- 2015年 - ヨーロッパ競技大会　個人戦　7位　団体戦　3位
- 2016年 - グランプリ・トビリシ　優勝
- 2016年 - ワールドマスターズ　5位
- 2016年 - グランドスラム・チュメニ　3位
- 2016年 - グランプリ・ザグレブ　優勝
- 2017年 - グランプリ・トビリシ　2位
- 2017年 - ヨーロッパ選手権　優勝
- 2017年 - グランプリ・フフホト　2位
- 2017年 - グランドスラム・アブダビ　3位
- 2017年 - ワールドマスターズ　3位
- 2018年 - グランプリ・フフホト　3位
- 2018年 - グランプリ・ブダペスト　優勝
- 2018年 - 世界軍人選手権大会　2位
- 2018年 - ワールドマスターズ　5位
- 2019年 - グランドスラム・パリ　3位
- 2019年 - グランドスラム・ブラジリア　3位
- 2019年 -　ワールドマスターズ　3位
- 2021年 -　グランドスラム・カザン　3位
- 2021年 -　グランドスラム・アブダビ 2位
- 2023年 -　グランドスラム・ウランバートル　3位

(出典、JudoInside.com)